# Rocky 4
Rocky 4 (izvirni naslov Rocky IV je četrti film, ki je bil posnet leta 1985, iz serije filmov Rocky.
Njegov glavni nasprotnik je tokrat prvič izhajal izven ZDA in sicer iz takratne Sovjetske zveze.